# Конти, Никколо
Никколо Конти (итал. Niccolò dei Conti; ?, Кьоджа — 1469, Венеция) — венецианский купец и путешественник, проведший четверть века (с 1419 по 1444 годы) в странствиях по Востоку.

## Биография
Никколо Конти родился около 1395 года в городке Кьоджа на севере Италии. Покинул Венецию около 1419 года и поселился в Дамаске, где изучал арабский язык. Отправившись с караваном из Дамаска через Багдад, Басру и Ормуз, он достиг Индии, где посетил в 1420—1421 годах Виджаянагар; через Бенгалию сушей добрался до Бирмы. Затем Конти побывал на Яве и, возможно, в Камбодже и Китае. На обратном пути он посетил Каликут и Камбей на западном побережье Индии, потом через Сокотру, Аден и Эфиопию спустился по Нилу от истоков до устья и из Триполи морем вернулся в Италию.
Во время своих странствований Конти принял ислам, но впоследствии, терзаемый угрызениями совести, отправился получить отпущение грехов у папы Евгения IV. Путешествие Конти с его слов записал в 1444 году во Флоренции Поджо Браччиолини (секретарь Евгения IV) на латинском языке под названием «Четыре книги истории об изменчивости судьбы» (издание 1723 года).
Никколо Конти умер в 1469, году в городе Венеции.